# Otto Liebl
Otto Liebl (8. prosince 1903 Drmoul – 1969 Coburg) byl československý politik německé národnosti a meziválečný poslanec Národního shromáždění za Sudetoněmeckou stranu; za druhé světové války funkcionář NSDAP a SS.

## Biografie
Pracoval jako úředník v hutích. Profesí byl zaměstnanec. Podle údajů z roku 1935 bydlel v Jirkově.
V rámci SdP patřil mezi její funkcionáře pocházející z odborářského prostředí. Ve parlamentních volbách v roce 1935 se stal poslancem Národního shromáždění. V listopadu 1937 vystoupil z poslaneckého klubu Sudetoněmecké strany a v dubnu 1938 se vzdal mandátu. Na jeho místo usedl Arthur Nickel.
Od roku 1938 byl členem NSDAP. V roce 1939 se stal příslušníkem jednotek SS. V letech 1940–1941 zastával funkci krajského vedoucího NSDAP v Chomutově, v roce 1941 usedl do funkce krajského vedoucího NSDAP ve Falknově. V roce 1944 se uvádí jako krajský vedoucí NSDAP pro Falknov a Kraslice. Zároveň vedl odbočku Sicherheitsdienstu ve Falknově.
Po roce 1945 žil ve Francích v Západním Německu. Byl členem sudetoněmecké vysídlenecké organizace Witikobund.